# Эркенгем-Лис
Эркенге́м-Лис (фр. Erquinghem-Lys) — коммуна во Франции, регион О-де-Франс, департамент Нор, округ Лилль, кантон Армантьер. Расположена в 16 км к северо-западу от Лилля, на берегу реки Лис. Через территорию коммуны проходит автомагистраль А25.
Население (2017) — 5 158 человек.

## История
Эркенгем была одной из деревень, основанных викингами на берегу Лиса в 880 году, во время одного из своих набегов на французские земли.

## Экономика
Структура занятости населения:
- сельское хозяйство — 1,3 %
- промышленность — 13,2 %
- строительство — 14,1 %
- торговля, транспорт и сфера услуг — 51,0 %
- государственные и муниципальные службы — 20,5 %

Уровень безработицы (2017) — 9,6 % (Франция в целом — 13,4 %, департамент Нор — 17,6 %). 

Среднегодовой доход на 1 человека, евро (2017) — 20 960 (Франция в целом — 21 110, департамент Нор — 19 490).

## Демография
Динамика численности населения, чел.

## Администрация
Пост мэра Эркенгем-Лиса с 2001 года занимает Ален Безирар (Alain Bézirard). На муниципальных выборах 2020 года возглавляемый им правый список был единственным.
| Период | Период | Фамилия      | Партия        | Примечания |
| ------ | ------ | ------------ | ------------- | ---------- |
| 1971   | 1975   | Жильбер Обен |               |            |
| 1975   | 2001   | Люк Вандорп  |               | врач       |
| 2001   |        | Ален Безирар | Разные правые | ресторатор |